# Milchsammelwagen

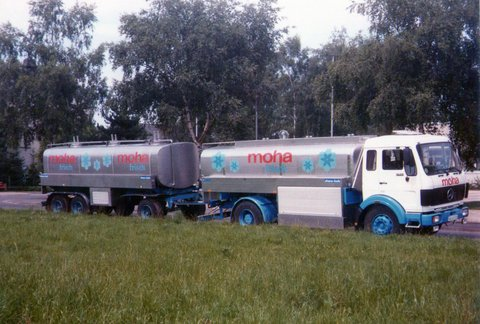
Milchsammelwagen abo-Condor Moha&Zentra

Ein Milchsammelwagen ist ein Nutzfahrzeug zum Transport von Rohmilch vom Erzeuger zur Molkerei. Eine integrierte Annahmeeinrichtung mit Vakuumpumpe und Volumenzähler erlaubt das Umpumpen der Milch von der Milchkanne, Milchwanne und vom Milchtank in das Fahrzeug.

## Hersteller
Bedeutende deutsche Hersteller von Milchsammelwagen waren bzw. sind:
- Strüver Tankwagenbau (Hamburg)
- Ahrens & Bode GmbH & Co., heute abo Magyar GmbH (Schöningen)
- Alfons Schwarte GmbH (Ahlen), heute Schwarte Group GmbH (Emsdetten)
- Jansky, heute Schwarte Group GmbH (Emsdetten)
- Otto Tuchenhagen, heute GEA Group (Büchen)
- HLW GmbH (Nordwalde)